# Numéro de téléphone au Rwanda
 (avril 2024).
La mise en forme du texte ne suit pas les recommandations de Wikipédia : il faut le « wikifier ».
Les points d'amélioration suivants sont les cas les plus fréquents. Le détail des points à revoir est peut-être précisé sur la page de discussion.
- Les titres sont pré-formatés par le logiciel. Ils ne sont ni en capitales, ni en gras.
- Le texte ne doit pas être écrit en capitales (les noms de famille non plus), ni en gras, ni en italique, ni en « petit »…
- Le gras n'est utilisé que pour surligner le titre de l'article dans l'introduction, une seule fois.
- L'italique est rarement utilisé : mots en langue étrangère, titres d'œuvres, noms de bateaux, etc.
- Les citations ne sont pas en italique mais en corps de texte normal. Elles sont entourées par des guillemets français : « et ».
- Les listes à puces sont à éviter, des paragraphes rédigés étant largement préférés. Les tableaux sont à réserver à la présentation de données structurées (résultats, etc.).
- Les appels de note de bas de page (petits chiffres en exposant, introduits par l'outil «  Source ») sont à placer entre la fin de phrase et le point final[comme ça].
- Les liens internes (vers d'autres articles de Wikipédia) sont à choisir avec parcimonie. Créez des liens vers des articles approfondissant le sujet. Les termes génériques sans rapport avec le sujet sont à éviter, ainsi que les répétitions de liens vers un même terme.
- Les liens externes sont à placer uniquement dans une section « Liens externes », à la fin de l'article. Ces liens sont à choisir avec parcimonie suivant les règles définies. Si un lien sert de source à l'article, son insertion dans le texte est à faire par les notes de bas de page.
- La présentation des références doit suivre les conventions bibliographiques. Il est recommandé d'utiliser les modèles {{Ouvrage}}, {{Chapitre}}, {{Article}}, {{Lien web}} et/ou {{Bibliographie}}. Le mode d'édition visuel peut mettre en forme automatiquement les références.
- Insérer une infobox (cadre d'informations à droite) n'est pas obligatoire pour parachever la mise en page.

Pour une aide détaillée, merci de consulter Aide:Wikification.
Si vous pensez que ces points ont été résolus, vous pouvez retirer ce bandeau et améliorer la mise en forme d'un autre article.
 (avril 2024).
Voici les codes téléphoniques rwandais.

## Plan de numérotation téléphonique
L'Agence Rwandaise de réglementation des services publics a introduit un nouveau plan de numérotation téléphonique en février 2009.
Pour appeler au Rwanda, le format de préfixes suivant est désormais utilisé :
- préfixe +250 : appels vers des lignes fixes en 5.. ... (anciennement 5.. ...) ;
- 255 5.. ... : appels vers des lignes fixes (anciennement 5..) ;
- 783 ... ... : appels mobiles (anciennement 03 ... ...) ;
- 788 ... ... : appels mobiles (anciennement 08 ... ...) ;
- 75. ... ... : appels mobiles (CDMA).

## Liste des allocations au Rwanda
| LISTE DES ALLOCATIONS EN 2009, AVEC MISES À JOUR                                                   | LISTE DES ALLOCATIONS EN 2009, AVEC MISES À JOUR | LISTE DES ALLOCATIONS EN 2009, AVEC MISES À JOUR | LISTE DES ALLOCATIONS EN 2009, AVEC MISES À JOUR |
| NDC (code national de destination) ou les premiers chiffres de NSN (numéro d'importance nationale) | Longueur du numéro                               | Utilisation du numéro E.164                      | Informations Complémentaires                     |
| -------------------------------------------------------------------------------------------------- | ------------------------------------------------ | ------------------------------------------------ | ------------------------------------------------ |
| 25                                                                                                 | 9                                                | géographique, fixe                               | Liquide Télécommunications Rwanda                |
| 72                                                                                                 | 9                                                | non géographique, mobile                         | Airtel Rwanda (anciennement Tigo )               |
| 73                                                                                                 | 9                                                | non géographique, mobile                         | Airtel Rwanda                                    |
| 78                                                                                                 | 9                                                | non géographique, mobile                         | MTN Rwanda                                       |
| 06                                                                                                 | 8                                                | non géographique, satellite                      | satellite du Rwanda                              |

Le zéro non significatif doit être composé depuis l’étranger.